# Emran Ramadani
Emran Ramadani (in macedone Емран Рамадани?; Tetovo, 29 gennaio 1992) è un ex calciatore macedone, di ruolo centrocampista.

## Carriera
Il 1º agosto 2013 viene acquistato a titolo definitivo dalla squadra macedone del Renova.

## Palmarès

### Club

#### Competizioni nazionali
- Supercoppa di Macedonia: 1

Škendija: 2011